# Заборье (Макаровская волость)
Заборье — деревня в Новоржевском районе Псковской области. Входит в состав Макаровской волости.
Расположена на берегу реки Олица, в 18 км к юго-востоку от города Новоржев и в 9 км к юго-востоку от деревни Макарово.
Численность населения по состоянию на 2000 год составляет 32 жителя.
До 2005 года деревня входила в состав Заборьевской волости с центром в д. Макарово.